# Sergei Anatoljewitsch Woronin
Sergei Anatoljewitsch Woronin (russisch Сергей Анатольевич Воронин; * 1962 in Moskau) ist ein ehemaliger sowjetischer Radrennfahrer.

## Sportliche Laufbahn
Bei den UCI-Straßen-Weltmeisterschaften der Junioren 1980 gewann er Gold im Mannschaftszeitfahren. Bei den Amateuren holte 1981 den nationalen Titel im Mannschaftszeitfahren. Auch 1984 gewann er die Meisterschaft.
Bei den UCI-Straßen-Weltmeisterschaften 1982 gewann er mit Juri Kaschirin, Oleg Logwin und Oleh Tschuschda die Bronzemedaille in dieser Disziplin. In jener Saison siegte er im Etappenrennen Giro d’Abruzzo. Im Giro d’Italia der Amateure 1981 konnte er den Gesamtsieg erringen ohne eine Etappe zu gewinnen. 1984 wurde er Zweiter im Giro delle Regioni hinter Jiří Škoda. In der Internationalen Friedensfahrt war er 1984 am Start, er kam beim Sieg von Sergei Suchorutschenkow auf den 9. Rang.